# Râul Filipia
Râul Filipia este un curs de apă, afluent al râului Tazlău. 